# Rainer Babel
Rainer Babel (* 27. Mai 1955 in Oberstdorf) ist ein deutscher Historiker.

## Leben
Rainer Babel studierte Geschichte, Politische Wissenschaften und Germanistik an der Universität München. 1982 folgte das Staatsexamen und 1986 die Promotion. Seit 1986 war er wissenschaftlicher Referent und Abteilungsleiter der Frühen Neuzeit am Deutschen Historischen Institut in Paris (DHIP). 2001 habilitierte er sich an der LMU München. Babel war Lehrbeauftragter an der Universität Bonn (1993–1997), an der Universität Zürich (2004) und an der Universität des Saarlandes in Saarbrücken (2005). Zudem ist er Mitglied der Görres-Gesellschaft.
Sein Forschungsschwerpunkt ist die deutsche und französische Geschichte der Neuzeit.

## Schriften (Auswahl)
- Zwischen Habsburg und Bourbon. Thorbecke, Sigmaringen 1989 (Digitalisat).
- Deutschland und Frankreich im Zeichen der habsburgischen Universalmonarchie. 1500–1648. Wissenschaftliche Buchgesellschaft, Darmstadt 2005, ISBN 3-534-14701-4.
  - französische Ausgabe: La France et l’Allemagne à l’époque de la monarchie universelle des Habsbourg. Presses Universitaires du Septentrion, Villeneuve d’Ascq 2013, ISBN 978-2-7574-0592-5.
- als Herausgeber zusammen mit Rolf Große: Das Deutsche Historische Institut Paris. 1958–2008 = L’Institut Historique Allemand. Thorbecke, Ostfildern 2008.